# 하부 요시하루
하부 요시하루(일본어: 羽生善治 はぶ よしはる[*], 1970년 9월 27일 ~ )는 일본의 쇼기 기사이다. 현재 영세명인(永世名人), 19세 명인, 영세용왕(永世竜王), 영세왕위(永世王位), 명예왕좌(名誉王座), 영세기왕(永世棋王), 영세기성(永世棋聖), 영세왕장(永世王将), 명예 NHK배 선수권자이다. 2018년 1월 쇼기기사로는 최초로 국민영예상을 수상하였다.
쇼기 외에 체스 실력도 뛰어난 편이다.

## 출생 및 입단
- 1970년 9월 27일 일본 사이타마현 도코로자와시 출생
- 1982년 12월　6급
- 1984년 초단 승단
- 1985년 12월 18일　4단 승단
- 1988년 4월 1일　5단 승단
- 1989년 10월 1일 6단 승단
- 1990년 10월 1일　7단 승단
- 1993년 4월 1일　8단 승단
- 1994년 4월 1일　9단 승단

## 쇼기(장기) 대회 수상
- 일본 쇼기 용왕전 7번 우승(1989,94,95,2001,02,17), 영세용왕(永世竜王)
- 일본 쇼기 명인전 9번 우승(1994,95,96(3연패),2003,08,09,10(3연패),14,15(2연패)), 영세명인,19세 명인(永世名人, 19世 名人)
- 일본 쇼기 왕위전 18번 우승(1993,94,95,96,97,98,99,2000,01(8연패),2004,05,06(3연패),2011,12,13,14,15,16(6연패), 영세왕위(永世王位)
- 일본 쇼기 왕좌전 24번 우승(1992,93,94,95,96,97,98,99,2000,01,02,03,04,05,06,07,08,09,10(19연패),2012,13,14,15,16(5연패), 명예왕좌(名誉王座)
- 일본 쇼기 기왕전 13번 우승(1990,91,92,93,94,95,96,97,98,99,2000,01(12연패),2004), 영세기왕(永世棋王)
- 일본 쇼기 기성전 16번 우승(1993,94,95,2000,08,09,10,11,12,13,14,15,16,17(10연패), 영세기성(永世棋聖)
- 일본 쇼기 왕장전 12번 우승(1995,96,97,98,99,2000(6연패),2002,04,05,06,07,08(5연패), 영세왕장(永世王将)
- NHK배 TV장기 선수권대회 11번 우승(1988,91,95,97,98,2000,08,09,10,11(4연패),2018, 명예 NHK배 선수권자(名誉NHK杯 選手権者)
- 은하전(銀河戦) 7번 우승(1997,98,2000,01,04,06,12)
- 일본 신인왕전 우승(1988년)